# Sophie Reyer

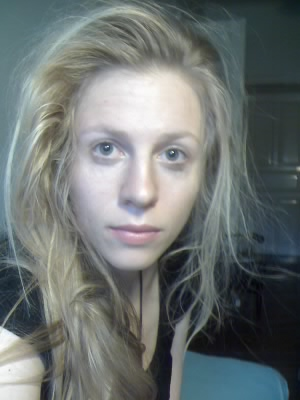
Sophie Reyer (2010)

Sophie Anna Reyer (* 20. Dezember 1984 in Wien) ist eine österreichische Autorin, Lyrikerin und Komponistin.

## Leben und Werk
Sophie Reyer ist die Enkelin des österreichischen Kammerschauspielers und Jedermann-Darstellers Walther Reyer und die Nichte von Model und Journalistin Cordula Reyer. Sie studierte Germanistik an der Universität Wien und Komposition an der Musikuniversität Graz. 2007 erwarb sie den akademischen Grad Bakk. art. in Komposition und 2010 den Master of Arts in Komposition für Musiktheater. Ab 2011 studierte sie an der Kunsthochschule für Medien Köln. Ihre Diplomstudien schloss sie 2013 und 2014 ab und im Jahr 2017 wurde sie an der Universität für angewandte Kunst Wien mit der Arbeit Performanz und Biomacht zur Doktorin der Philosophie promoviert.
Seit 2009 ist sie Redaktionsmitglied der Literaturzeitschrift Lichtungen. Vorübergehend hatte sie auch die Leitung der Jugendliteraturwerkstatt für Vierzehn- bis Neunzehnjährige im Literaturhaus Graz inne. 2017 übernahm sie in Wien die Leitung eines Lehrgangs für Schreibpädagogik. Seit 2022 ist sie Lehrende an der Abteilung Elementarpädagogik der Pädagogischen Hochschule Niederösterreich. Seit 2024 ist sie Mitglied einer Forschungsgruppe an der Universität für angewandte Kunst Wien zum Gegenstandsbereich „Voiceover“.
Reyer veröffentlicht Prosa, Lyrik, Sachbücher, Kinderbücher, Theaterstücke und Libretti für Musiktheater. Ihr lyrisches Werk umfasst auch visuelle Poesie. Darüber hinaus trat sie als Komponistin, unter anderem elektronischer Musikstücke, hervor, weiters als Soundpoetin und Performerin. Texte von Sophie Reyer wurden ins Englische, Estnische, Kroatische, Serbische, Polnische, Portugiesische und  Spanische übersetzt. Seit 2005 hat sie mehr als 100 Bücher verfasst (Stand 2024).

## Preise und Stipendien (Auswahl)
- 2007: Literaturförderungspreis der Stadt Graz[8]
- 2008: Literaturpreis der Steiermärkischen Sparkasse[8]
- 2009: manuskripte-Literaturförderungspreis der Stadt Graz[12]
- 2009: Österreichisches Staatsstipendium für Literatur[8]
- 2013: Literaturstipendium der Stadt Graz[13]
- 2013: KUNO-Essaypreis für Referenzuniversum[2]
- 2017: Award of Excellency für die Dissertation Performanz und Biomacht[2]
- 2014: lime lab für das Projekt Wortspielhalle mit Andrascz Jaromir Weigoni, Graz[14]
- 2018: Nahbellpreis für Literatur[2]
- 2019: Shortlist für den Österreichischen Buchpreis mit Mutter brennt[15]
- 2021: Longlist für den Österreichischen Buchpreis mit 1431[16]

## Publikationen (Auswahl)
- geh dichte. Lyrikband. Mit Illustrationen von Monika Migl u. a. Landeck 2005, ISBN 3-901735-17-8.
- Vertrocknete Vögel. Leykam, Graz 2008, ISBN 978-3-7011-7639-7.
- Baby blue eyes. Ritter, Klagenfurt; Graz; Wien 2008, ISBN 978-3-85415-431-0.
- Flug (Spuren). Gedichte. edition keiper, Graz 2012, ISBN 978-3-902901-00-2
- Marias. Ein Nekrolog. Ritter Literatur, Klagenfurt 2013, ISBN 3-85415-494-1.
- Die Erfahrung. SuKuLTuR, Berlin 2013, ISBN 978-3-95566-006-2.
- Wortspielhalle. Eine Sprechpartitur von Sophie Reyer und A. J. Weigoni, mit Inventionen von Peter Meilchen, Edition Das Labor, Mülheim 2014.[17][18]
- Insektizid. Roman. Leykam, Graz 2014, ISBN 3-7011-7897-6.
- Anna und der Wulian. Kindertheater, edition keiper, Graz 2015, ISBN 978-3-902901-82-8.
- Simon und die Zitterschrecke. Mit Illustrationen von Birgit Scholin, edition lex liszt 12, Oberwart 2015, ISBN 978-3-99016-081-7.
- Schläferin. Erzählung. Edition Atelier, Wien 2016, ISBN 978-3-903005-18-1.
- Schnee schlafen. Gedichte. (edition pen. Bd. 63). Löcker Verlag, Wien 2017, ISBN 978-3-85409-851-5.
- Schildkrötentage. Roman. Czernin Verlag, Wien 2017, ISBN 978-3-7076-0615-7.
- Im Monat der Seidenraupe. Eine lyrische Entpuppung. edition lex liszt 12, Oberwart 2017, ISBN 978-3-99016-128-9.
- Performanz und Biomacht. Textstrategien im gesellschaftlichen Feld (gedruckte Fassung der Dissertation). Passagen Verlag, Wien 2018, ISBN 978-3-7092-0275-3.
- Mutter brennt, edition keiper, Graz 2019, ISBN 978-3-903144-85-9.
- 111 Wiener Orte und ihre Legenden. Emons Verlag, 2019, 3. Auflage 2023, ISBN 978-3-7408-1533-2.
- Schräg gegen Wälder gelehnt. Gedichte. Shoebox House Verlag, Hamburg 2019, ISBN 978-3-941120-36-5.
- Siri Silberstern. Feenzauber für die Prinzessin. G&G Verlag, Wien 2019, ISBN 978-3-7074-2142-2., 2. Auflage 2021
- Das stumme Tal. Emons Verlag, Köln 2019, ISBN 978-3-7408-0813-6.
- BioMachtBäume. Passagen Verlag, Wien 2019, ISBN 978-3-7092-0364-4.
- Performanz und Biomacht. De Gruyter, Berlin 2019, ISBN 978-3-7092-0275-3.
- Vezas Wege. Ein biographischer Roman. Königshausen und Neumann, Würzburg 2020, ISBN 978-3-8260-6675-7
- Wo Städte streiten. Gedichte mit Fotos von Maria Tunner. Moloko Print Verlag 2020, ISBN 978-3-943603-93-4.
- Susanne Wenger. Eine Biographie. Verlag Königshausen und Neumann, Würzburg 2021, ISBN 978-3-8260-6849-2.
- Urizen. Eine poetische Nachdichtung mit Bildern von Harald Häuser. Moloko Print Verlag, 2020, ISBN 978-3-948750-05-3.
- Gott sei mein Nebel. Gedichte mit Zeichnungen von Harald Häuser. Martha Fine Arts Edition, 2020, ISBN 978-3-948750-10-7.
- Antonin Artaud. Genie und Abgrund. Königshausen und Neumann, Würzburg, 2020, ISBN 978-3-8260-7062-4.
- Corona. Ein Chor. Edition Melos, Wien 2020, ISBN 978-3-9519842-0-9.
- 20.000 Meilen unter dem Meer. G&G Verlag, Wien 2021, ISBN 978-3-7074-2347-1., 2. Auflage 2024
- BioMachtMonsterWeiber. Passagen Verlag, Wien 2021, ISBN 978-3-7092-0432-0.
- 1431. Roman, Czernin Verlag, Wien 2021, ISBN 978-3-7076-0726-0.
- Stefan Zweig: Die Entfernung der Sterne. Roman, Königshausen und Neumann, Würzburg 2022, ISBN 978-3-8260-7091-4.
- Hoffnung auf Schmetterlinge. Gedichte. Sisyphus Verlag, Klagenfurt 2021, ISBN 978-3-903125-62-9.
- Wellenbrecherin. Moloko Print Verlag, Schönebeck 2021, ISBN 978-3-948750-49-7.
- Clara und ihre Morde. Emons Verlag, Köln 2021, ISBN 978-3-7408-1245-4.
- Die Königsbraut und das fremde Kind (frei nach E.T.A. Hoffmann). Herder, Freiburg im Breisgau 2021, ISBN  978-3-451-03371-1.
- BioMachtData. De Gruyter, Berlin 2022, ISBN 978-3-11-079961-3.
- Gartentage. edition keiper, Graz 2022, ISBN 978-3-903322-52-3.
- Ein Schrei. Meiner. Czernin Verlag, Wien 2022, ISBN 978-3-7076-0774-1.
- Atmen am Himmelsrand. Moloko Print Verlag, Schönebeck 2022, ISBN 978-3-948750-95-4.
- Biomacht. Löcker Verlag, Wien 2022, ISBN 978-3-99098-135-1.
- Lost & Dark Places. Bruckmann Verlag, Wien 2022, ISBN 978-3-7343-2812-1.
- Vorkämpfermonade. Edition Melos, Wien 2022, ISBN 978-3-9505384-1-0.
- Die Wilderin. Emons Verlag, Köln 2022, ISBN 978-3-7408-1617-9.
- Merlins Tochter. Roman. edition keiper, Graz 2023, ISBN 978-3-903322-98-1.
- Nach den Gesichtern. Edition Melos, Wien 2023, ISBN 978-3-9505384-9-6.
- Hexensommer. Eine Dissoziation in drei Leben. edition keiper, Graz 2024, ISBN 978-3-903575-11-0.
- mit Dieter Winkler, Wolfgang Liemberger: Dem Meister auf der Spur und Ein Interview mit Wolfgang Hohlbein. In: 40 Jahre Der Hexer. Das Jubiläumsbuch. Bastei Lübbe, Köln 2024, ISBN 978-3-7577-0089-8.
- Bluten. Königshausen und Neumann, Würzburg 2024, ISBN 978-3-8260-7746-3.
- Rapunzel. Königshausen und Neumann, Würzburg 2024, ISBN 978-3-8260-8530-7.
- Falten hat die Zeit. Gedichte. Löcker Verlag, Wien 2024, ISBN 978-3-99098-183-2.
- Blumen blühten aus meinem Mund. Moloko Print 2024, ISBN 978-3-910431-63-8.
- durch die liebe erzählt. Löcker Verlag, Wien 2024, ISBN 978-3-99098-206-8.
- Meine unverletzlichen Blätter. Gedichte. Edition Melos, Wien 2025, ISBN 978-3-9505459-8-2.
- Tod bei den Salzburger Festspielen. Historischer Kriminalroman. Emons, Köln 2025, ISBN 978-3-7408-2585-0.

## Theaterstücke (Auswahl)
- Anna und der Wulian. Verlag S.Fischer, 2010. UA: Landesbühne Bruchsal, 2014[19]
- Käfersucht. Verlag S. Fischer, 2012. UA: Theater im Keller Graz, 2018[19]
- Vogelglück. Verlag S. Fischer, 2010.[1]
- Trip Trap Tropf. Verlag S. Fischer, 2016. UA: Konzerthaus Wien, 2016[19]
- Unsichtbare Sterne. Verlag S. Fischer, 2016. UA: Schloßtheater Maßbach, 2018[19]
- Die Geschichte des kleinen Kadi. Libretto. Musikverein Wien, 2018
- Schneewittchenpsychose. UA: Dschungel Wien, 2010[20]
- Erster Schnee. UA: Junges Theater Landestheater Linz 2021[21]
- Dramatisierung von Die Verwandlung von Franz Kafka[22]
- Fee Fleders fantastische Reise oder Fliegen lernen mit Drachen. Verlag S. Fischer 2020. UA: Junges Schauspiel Düsseldorf, 2021[19]
- Traumspielen. UA: Stadttheater Gießen, 2021[23]
- Die Riesin. Tiroler DramatikerInnenfestival 2022[24]
- 20.000 Meilen unter dem Meer nach Jules Vernes. Badische Landesbühne, 2023[25]
- L.I.F.E. Burgtheater, mit Liquid Loft; Dramaturgie/Lyrik, 2023
- Sisi oder an meinen Haaren möcht ich sterben. UA: Theater im Keller Graz, 2024[26]
- Jederin. Buhlschaft von morgen. Performance. Salzburger Festspiele 2024
- mit Peter Staatsmann: Die Bremer Stadtmusikanten nach den Brüdern Grimm. UA: Zimmertheater Rottweil, 2024[27]
- Wechselbalg. UA: Schauspielhaus Graz, 2025[28]
- Enkel Engel. Verlag S. Fischer. UA: Theater im Keller, Graz 2025[29]

## Kompositionen (Auswahl)
- ichsplitter – 7m Bassklarinette Elektronik[30]
- ritschratsche für Live-Elektronik und Stimme in Zusammenarbeit mit Reinhold Schinwald (Uraufführung: Alte Schmiede Wien)[30]
- stopfleber für Subbassblöckflöte und Sprechstimme[30]
- yearning creatures – Elektronik Tonband (Uraufführung: Forum Stadtpark Graz)[30]
- weißes rauschen – Musiktheater für drei Sprecher und Streichquartett[30]